# Hedi Slimani
Pour les articles homonymes, voir Slimani.
Hedi Slimani (arabe : الهادي السليماني), né le 3 mars 1987 à Tunis, est un boxeur belgo-tunisien originaire de Sidi Bouzid en Tunisie.

## Carrière de boxeur

### Amateur
- Champion de Tunisie poids coqs en 2004, 2005, 2006 et 2008[1] ;
- Champion de Tunisie poids plumes en 2007[1] ;
- Champion junior des pays arabes en 2005[1] ;
- Champion d'Afrique du Nord en 2008[1] ;
- Médaillé de bronze aux Jeux panarabes de 2007[2] ;
- Médaillé d'argent aux championnats arabes de 2009[3] ;
- Vainqueur du tournoi Golden Gloves de Belgrade en 2008 dans la catégorie poids coqs[4].

### Professionnel
Passé dans les rangs professionnels en 2009, il devient champion d'Afrique des poids légers le 11 novembre 2015 en battant aux points l'ancien champion du monde IBF des super-plumes, Mzonke Fana.
Slimani bat aux points le vice-champion du monde WBO Vicente Martín Rodríguez (en) le 11 novembre 2016 et entre dans le classement des dix meilleurs boxeurs poids légers de la WBC en mars 2017.

### Titres
- Champion du monde (WBF) poids légers en 2011[6] ;
- Champion du monde (GBU) poids super plumes en 2013 ;
- Champion de Méditerranée (WBC) poids légers en 2014[7] ;
- Champion francophone (WBC) poids légers en 2015[8] ;
- Champion d'Afrique (ABU) poids légers en 2015[9].